# ハスオビアオジタトカゲ

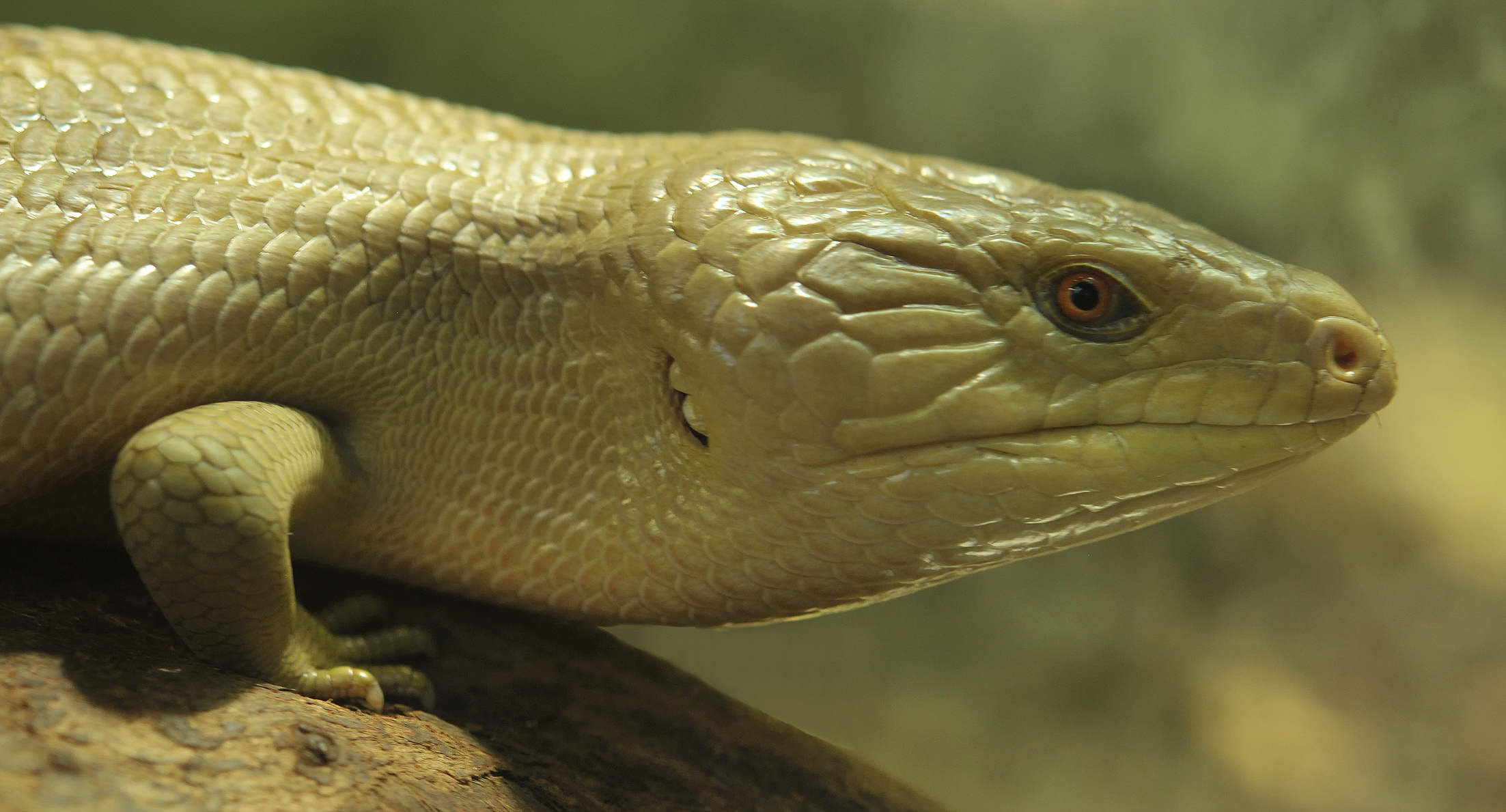
Tiliqua scincoides

ハスオビアオジタトカゲ（学名：Tiliqua scincoides）は、トカゲ科アオジタトカゲ属に分類されるトカゲ。

## 分布
- T. s. chimaerea　タニンバールアオジタトカゲ

インドネシア（タニンバル諸島）
- T. s. intermedia　キタアオジタトカゲ

オーストラリア北部
- T. s. scincoides　ヒガシアオジタトカゲ

オーストラリア東部

## 形態
全長40-50cm。体形は太短い。胴体中央部の斜めに列になった背面の鱗の数（体列鱗数）は34-40。
- T. s. chimaerea　タニンバールアオジタトカゲ

最小亜種。体形は亜種中最も太短く、頭部は小型。体色は黄褐色で、成長に伴い斑紋は不鮮明になる。
- T. s. intermedia　キタアオジタトカゲ

最大亜種で全長60cm程。眼後部の黒い筋模様は薄いか、消失する。背面に明褐色の横縞、体側面に黒と黄もしくはオレンジの横縞が入る個体が多い。
- T. s. scincoides　ヒガシアオジタトカゲ

眼後部の黒い筋模様が明瞭な個体が多い。胴体の背面に6-9本の黒い横縞が入る個体が多い。分布が最も広く個体や地域による変異が大きい。

## 分類
- Tiliqua scincoides chimaerea　Shea, 2000　タニンバールアオジタトカゲ　Tanimbar blue-tongued skink
- Tiliqua scincoides intermedia　Mitchell, 1955　キタアオジタトカゲ　Northern blue-tongued skink

- Tiliqua scincoides scincoides　（White, 1790）　ヒガシアオジタトカゲ　Eastern blue-tongued skink

## 生態
草原や森林等の幅広い環境に生息する。亜種タニンバールアオジタトカゲは他亜種に比べ、多湿な環境を好む。
食性は雑食で、昆虫類、カタツムリ等の陸棲貝類、小型哺乳類、動物の死骸、花、果実等を食べる。
繁殖形態は卵胎生。1回に5-25匹の幼体を産む。

## 人間との関係
ペットとして飼育されることもあり、日本にも輸入されている。主な生息地であるオーストラリアは野生動物の輸出を禁止しているためオーストラリアに生息する亜種の野生個体の流通はないが、過去に欧米へ流通した個体からの飼育下繁殖個体が流通する。基亜種の流通は稀で、高価。主に流通するのは亜種キタアオジタトカゲで属内では最も飼育下繁殖例が多い。亜種タニンバールアオジタトカゲは流通量が少なくインドネシアに分布するため野生個体が流通するが、近年では稀に飼育下繁殖個体も流通する。テラリウムで飼育される。飼育にあたっては底面積を重視した大型のケージを用意する。上面には蒸れない様に通気性を確保でき、かつ脱走されないような蓋をする。床材として表面が軽く湿った破砕したヤシガラ（粉状のヤシガラ土は乾燥した際に眼や呼吸器系に入り疾患を及ぼす可能性があるため薦められない）や腐葉土等をやや厚めに敷く。流木やコルクバーグ等を下に潜りこめるような隠れ家にする。極度の低温に弱いためケージの外側底面からシート状の遠赤外線ヒーターで温めたり、冬季は夜間も光の出ない照明器具を照射する。餌としてはコオロギ、果実、野菜等を与えるが、雑食の爬虫類用の人工飼料にも餌付く。餌に対しては事前に野菜等の餌を与えたり、サプリメントを振りかけて栄養価を上げる。餌に反撃されたり逃げられるのを防ぐため、生きた餌の場合は顎や触角、後肢を潰したり折ってから与える。